# George Lambert
George Lambert   (Hampton, 1 de setembre de 1928 - River Falls, 30 de gener de 2012) fou un pentatleta estatunidenc que va competir durant les dècades de 1950 i 1960.
El 1956 va prendre part en els Jocs Olímpics de Melbourne, on disputà dues proves del programa de pentatló modern. Junt a William Andre i Jack Daniels guanyà la medalla de plata en la competició per equips, mentre en la competició individual fou cinquè. Quatre anys més tard, als Jocs de Melbourne, tornà a disputar dues proves del programa de pentatló modern. Junt a Robert Beck i el mateix Daniels guanyà la medalla de bronze en la competició per equips, mentre en la competició individual fou divuitè.